# اشتباه (رمان)
اشتباه (به یونانی: Το λάθος) معروفترین رمان آنتونیس ساماراکیس رمان‌نویس یونانی است. این رمان در سال ۱۹۶۵ چاپ شده‌است و جز رمانهای جاسوسی و پلیسی محسوب می‌شود. این رمان در ایران با عنوان نقطه ضعف ترجمه شده‌است ، در سال ۱۳۶۲ مرحوم محمدرضا اعلامی فیلمی به نام نقطه ضعف بر اساس همین رمان ساخت که در آن جواد گلپایگانی ، حسین پرورش و جمشید هاشم پور در آن نقش ایفاء کردند.

## جوایز
این کتاب برنده جوایز مشهوری چون:
- جایزه ادبی دوازده تن یونان در ۱۹۶۶(مشهورترین جایزه ادبی یونان)
- جایزه ادبیات پلیسی، برای بهترین کتاب خارجی در سال ۱۹۷۰ از طرف هیئت داوران فرانسه

## نقد و نظر
- ادوین جاهیل رمان اشتباه را رمانی همپایه بزرگترین آثار کافکا، اورول و کستلر می‌داند.
- اینیاتسیو سیلونه: شاهکاری به تمام معنا در نوع خود.
- ژرژ سیمنون: اثری عالی! این رمان با عمق پیامش مرا مسحور خود کرده‌است؛ در همان حال با تکنیک زیرکانه و استادانه اش به هیجانم کشانده‌است.
- آندره مالرو: شورانگیزترین علاقه‌ام را نثار رمان اشتباه می‌کنم.

## ترجمه فارسی
- نقطه ضعف؛ ترجمه: مرتضی کلانتریان؛ مؤسسه انتشارات آگاه.